# Acequia Gorda
La Acequia Gorda era un ramal del río Genil. Construida para regar la Vega de Granada y conocida ya en el siglo XI; sirvió también para abastecer de agua a la población de la cada vez más numerosa plaza granadina. Sus aguas eran fácilmente controladas por la población musulmana, que conocían perfectamente todos los entresijos del regadío de la vega. En la actualidad con la Acequia Gorda se riegan 36 37.059 marjales, que vienen a ser 1.958 ha.
El río Genil es el más caudaloso de cuantos nacen en las cercanías de Granada, siendo además el mayor afluente del río Guadalquivir, que es el curso de agua que parte en dos Andalucía. 
Fue llamado por los romanos Singilos o Singilis, y desde entonces su hidronimia ha venido conservándose en mayor o menor medida, pues los árabes lo conocieron por Singil, pasando a denominarse Xenil tras la conquista cristiana de la ciudad de Granada, de donde deriva directamente el nombre con el que se le conoce actualmente.

## Suceso en la conquista de Granada
En uno de los sucesos de la conquista de Granada por parte de los Reyes Católicos, tras la toma de varias poblaciones circundantes como Loja y las tierras de Íllora, Moclín, Montefrío..., los musulmanes granadinos se vieron en la necesidad de hostigar a las tropas cristianas para intentar frenar su impetuoso avance, cosa que lograron atrayéndolos a una emboscada a la vez que provocaban el desbordamiento de la Acequia Gorda, lo que inundó la Vega y causó la muerte de parte del ejército cristiano. Destacan las crónicas la baja en dicha emboscada de don Martín Vázquez de Arce, caballero de la Orden de Santiago, de 25 años de edad, casado y padre de una niña de nombre Ana; este caballero de la orden de Santiago luchaba a las órdenes del Duque del Infantado cuando lo sorprendió la avenida de la Acequia Gorda del Genil y allí murió. Recuperó su cuerpo su padre Don Fernando de Arce y lo sepultó en una capilla de la catedral de Sigüenza en 1486, año en que se tomaron las villas de Loja, Íllora, Moclín y Montefrío, en cuyos cercos participó activamente el infortunado caballero.